# World Doubles Championships 1993
Il World Doubles Championships 1993 è stato un torneo di tennis femminile che si è giocato al Saddlebrook Golf & Tennis Resort di Wesley Chapel negli USA dal 25 al 28 marzo su campi in terra rossa. È stata la 18ª edizione del torneo.

## Campionesse

### Doppio
Gigi Fernández /  Nataša Zvereva hanno battuto in finale  Arantxa Sánchez Vicario /  Larisa Neiland con il punteggio di 7–5, 6–3